# 意大利航空貨運
意大利航空货运（義大利語：Alitalia Cargo）是意大利航空附属的货运航空公司，總部設於羅馬。意大利航空货运成立于1947年。在成立后，公司组建了一直纯货机机队，包括2架道格拉斯DC-7和道格拉斯DC-8-62F，3架道格拉斯DC-9-32F和一架波音747-200F。2001年1月，意大利货运航空加入天合联盟货运。